# Rocks and Socks
Rocks and Socks est un court métrage de la série Oswald le lapin chanceux, produit par le studio Robert Winkler Productions et sorti le 12 novembre 1928.

## Fiche technique
- Titre  : Rocks and Socks
- Série : Oswald le lapin chanceux
- Réalisateur : Hugh Harman
- Producteur : Charles Mintz
- Production : Robert Winkler Productions
- Distributeur : Universal Pictures
- Date de sortie : 12 novembre 1928[1]
- Format d'image : Noir et Blanc
- Langue : (en)
- Pays :  États-Unis